# Jos van Aert
Jos van Aert (Rijsbergen, Zundert, 26 d'agost de 1962) va ser un ciclista neerlandès, que fou professional entre 1988 i 1994.

## Palmarès
- 1987
  - 1r al Triptyque ardennais
- 1988
  - Vencedor d'una etapa al Triptyque ardennais

### Resultats al Tour de França
- 1989. Abandona (12a etapa)
- 1990. 125è de la classificació general
- 1991. No surt (11a etapa)
- 1992. 87è de la classificació general

### Resultats al Giro d'Itàlia
- 1989. 30è de la classificació general
- 1993. 58è de la classificació general